# Маричка
Маричка (серб. Марићка / Marićka) — село в общине Приедор Республики Сербской Боснии и Герцеговины. Население составляет 1107 человек по переписи 2013 года. Расположен в 20 км к юго-западу от центра города Приедор.

## Население
| Национальность | 1991  | 1981  | 1971  | 1961  |
| Сербы          | 1.598 | 1.845 | 1.868 | 1.888 |
| Югославы       | 1     | 37    | 3     | —     |
| Хорваты        | 5     | 1     | 4     | 7     |
| Босняки        | 25    | 33    | 54    | 57    |
| Прочие         | —     | —     | —     | —     |
| Итого          | 1.626 | 1.916 | 1.929 | 1.952 |

## Достопримечательности
Есть Церковь Илии Пророка Маричка Сербская православная церковь, в Баня-Лукская епархия